# Elizabeth-Taylor-und-Richard-Burton-Skulptur

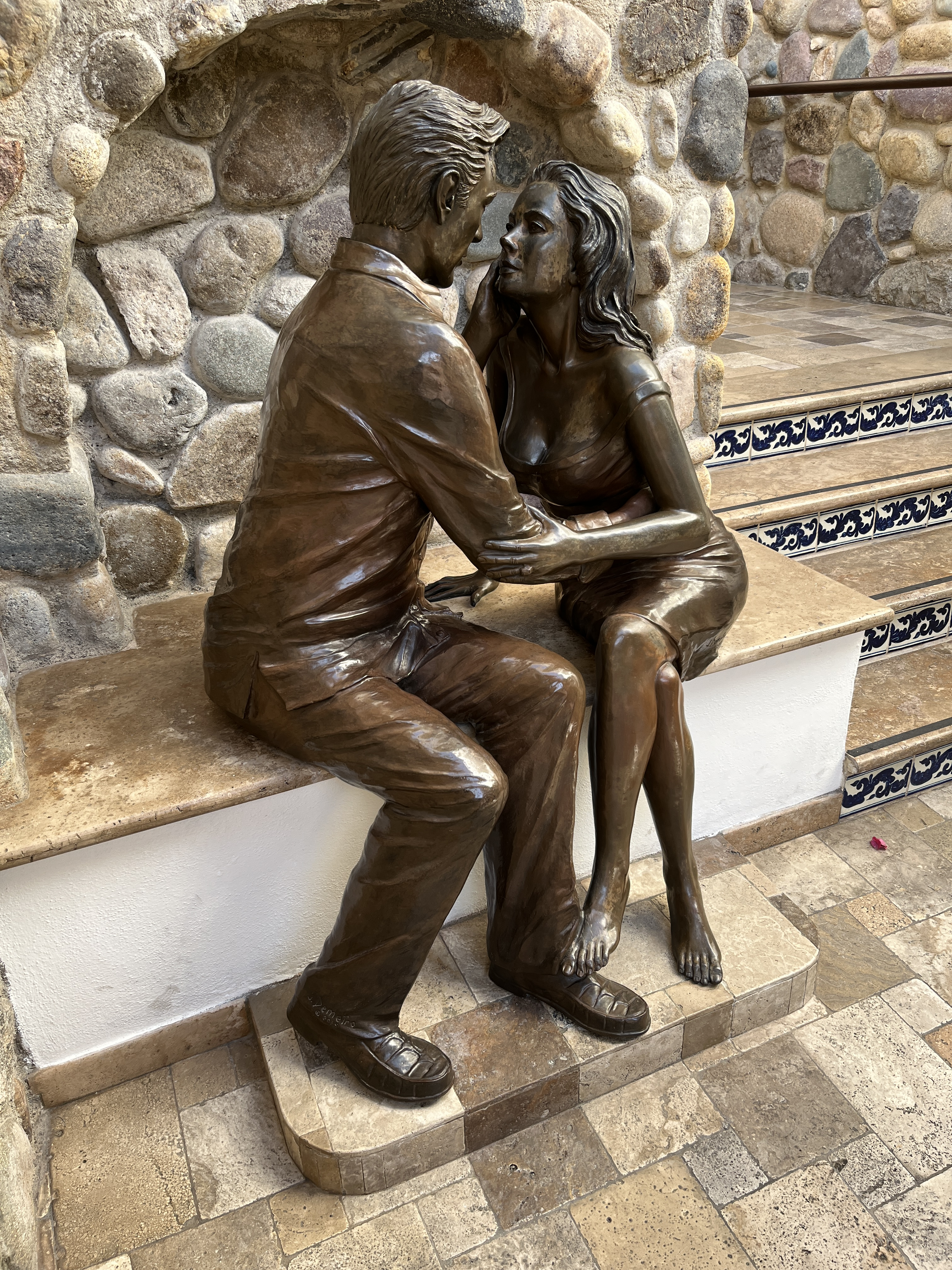
Elizabeth-Taylor-und-Richard-Burton-Skulptur (Blick auf Taylor)

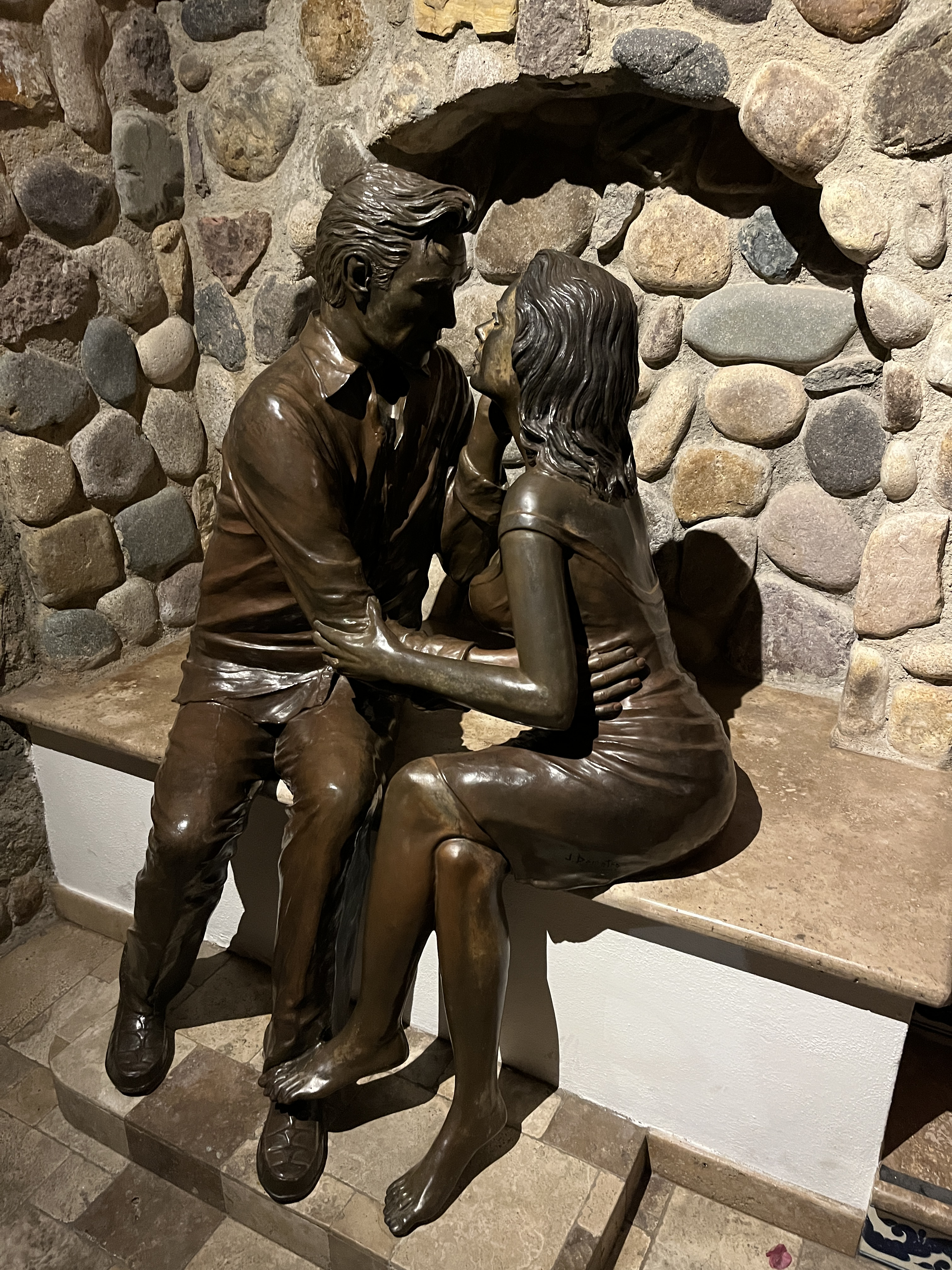
Elizabeth-Taylor-und-Richard-Burton-Skulptur (Blick auf Burton)

Die Elizabeth-Taylor-und-Richard-Burton-Skulptur ist eine Skulpturengruppe der Schauspieler Elizabeth Taylor (1932–2011) und Richard Burton (1925–1984), die von den US-amerikanischen Bildhauern Jim Demetro und seiner Tochter Christina Demetro geschaffen wurde. Das Kunstwerk befindet sich in der mexikanischen Stadt Puerto Vallarta.

## Geschichte
Während der 1963/64 durchgeführten Dreharbeiten zu dem Film Die Nacht des Leguan, in dem Burton in einer Hauptrolle mitwirkte, verbrachte auch Taylor längere Zeit in Puerto Vallarta, da das frisch verliebte Paar nah zusammen sein wollte. Tatsächlich mündete die Romanze noch 1964 in eine Ehe. Zur Erinnerung an deren gemeinsame Zeit, die sie zuweilen im Casa Kimberly verbrachten, ließ das Haus eine Skulptur des Paares anfertigen und im Eingang zum Restaurant aufstellen. Auftraggeber war Janice Chatterton, der Inhaber von Boutique Hotels and Restaurants Hacienda San Angel, Casa Kimberly sowie La Capella. Die mit der Ausführung beauftragten Bildhauer Jim und Christina Demetro verwendeten Fotos des Paares als Vorlage. Die Skulptur wurde am 28. November 2015 vor dem Iguana Restaurant & Tequila Bar des Casa Kimberly enthüllt. Es wurden Reden gehalten und eine Mariachi-Band spielte aus diesem Anlass. Den Gästen wurde ein festliches Abendessen geboten.

## Beschreibung
Die Schauspieler sind als Liebespaar dargestellt, sitzen sich auf einer steinernen Gebäudeplatte gegenüber und blicken sich in die Augen. Die lebensgroßen, aus Bronze gefertigten Figuren zeigen das Paar sommerlich gekleidet. Taylor trägt ein dekolletiertes kurzes Kleid, ihre Füße sind nackt. Burton ist mit einem langärmeligen, offenen Hemd, einer langen Hose und Loafern bekleidet. Am unteren rechten Hosenbein wurde der Bildhauername „J. Demetro 2015“ eingraviert. Das Paar hält sich an den Armen und Burton streichelt die Wange von Taylor. Die Szene soll die starke Verliebtheit der beiden unterstreichen und generell die innige Verbindung zweier Menschen darstellen.